# Alcippe grotei
Az Alcippe grotei a madarak osztályának verébalakúak (Passeriformes) rendjébe és a Pellorneidae családjába tartozó faj.

## Rendszerezése
A fajt Jean Théodore Delacour amerikai ornitológus írta le 1936-ban, az Alcippe nipalensis alfajaként Alcippe nipalensis grotei néven.

## Alfajai
- Alcippe grotei eremita Riley, 1936
- Alcippe grotei grotei Delacour, 1936[2]

## Előfordulása
Délkelet-Ázsiában, Kambodzsa, Laosz, Thaiföld és Vietnám területén honos. A természetes élőhelye a szubtrópusi vagy trópusi síkvidéki esőerdők és cserjések. Állandó, nem vonuló faj.

## Megjelenése
Testhossza 15,5–16,5  centiméter.

## Életmódja
Feltételezhetően gerinctelenekkel és növényi anyagokkal táplálkozik.

## Természetvédelmi helyzete
Nagy az elterjedési területe, egyedszáma ismeretlen. A Természetvédelmi Világszövetség Vörös listáján nem fenyegetett kategóriában szerepel a faj.